# Парасків Олег Дмитрович
Олег Дмитрович Парасків (* 14 квітня 1966, м. Чернігів;) — Народний депутат України, член Партії регіонів.

## Життєпис
У 1988 р. закінчив Калінінградське вище військове морське училище за спеціальністю «радіоінженер».
З 1988 по 1993 рр. проходив службу на розвідувальних кораблях Червонопрапорного Чорноморського Флоту. Неодноразово брав участь у бойових походах на кораблях 5 оперативної ескадри кораблів КЧФ в Середземному морі. Капітан-лейтенант запасу.
З 1994 по 1996 рр. — директор приватного підприємства «Ніолан».
З 1996 по 1998 рр. — директор ТОВ «Стікс».
З 1998 по 1999 рр. — завідувач відділом туризму та реклами Євпаторійського міськвиконкому.
З 1999 по 2006 рр. — приватний підприємець.
У 2006 р. і 2010 р. обирався Мирнівським селищним головою.
У 2014 році підтримав анексію Криму Росією.

## Політична діяльність
Був депутатом Мірновського селищної ради III і IV скликань.
На парламентських виборах 2012 р. висунутий кандидатом у депутати Верховної Ради України від Партії регіонів по одномандатному мажоритарному виборчому округу № 4 (Євпаторія, Саки та Сакський район). За результатами голосування отримав перемогу набравши 34 % голосів виборців. Член Комітету Верховної Ради України з питань державного будівництва та місцевого самоврядування.

## Сім'я
Дружина, Парасків Лада Віталіївна, є членом Партії регіонів, депутатом Євпаторійської міської ради. Виховує двох дітей: доньку та сина.